# Louder Than Hell
Louder Than Hell è l'ottavo album della band statunitense Manowar.

## Tracce
1. Return of the Warlord – 5:19
2. Brothers of Metal pt.1 – 3:54
3. The Gods Made Heavy Metal – 6:03
4. Courage – 3:49
5. Number 1 – 5:11
6. Outlaw – 3:22
7. King – 6:25
8. Today Is a Good Day to Die – 9:42
9. My Spirit Lives On – 2:09
10. The Power – 4:09

## Formazione
- Karl Logan - chitarra
- Joey DeMaio - basso
- Scott Columbus - batteria
- Eric Adams - voce